# アンチ・ライフ
『アンチ・ライフ』（原題：Breach、別題：Anti-Life）は、2020年のアメリカ合衆国のSF・アクション映画。監督はジョン・スーツ、出演はコディ・カースリー、ブルース・ウィリス、レイチェル・ニコルズ、カサンドラ・クレメンティ、ジョニー・メスナー、コーリー・ラージ、カラン・マルヴェイ、ティモシー・V・マーフィ、ヨハン・アーブ、アンジー・パック、ラルフ・モーラー、トーマス・ジェーンなど。
ジョージア州フィッツジェラルドのTMGスタジオのサウンドステージで撮影、2020年12月18日に公開された（日本公開は2021年1月15日）。

## ストーリー
西暦2242年、地球は滅亡の危機に瀕していた。しかし、選ばれた5000万の人間は、新たな居住地「ニュー・アース」へ移るため宇宙船で地球を脱出していた。その宇宙船に潜り込んだノアは、老齢の兵士クレイの下で雑用仕事に励むが、ある日不可解な連続殺人が発生する。その犯人が地球のものでない寄生生物だと知ったノアやクレイは、残された人類を守るために奮戦する。

## キャスト
※括弧内は日本語吹替
- ノア - コディ・カースリー（英語版）（鈴木達央）
- クレイ・ヤング - ブルース・ウィリス（樋浦勉）
- アダムス提督 - トーマス・ジェーン（小山力也）
- チェンバース - レイチェル・ニコルズ（今泉葉子）
- ヘイリー - カサンドラ・クレメンティ（英語版）（上絛千尋）
- ブルー - ジョニー・メスナー（中村和正）
- リンカーン - コーリー・ラージ（英語版）（竜門睦月）
- ティーク - カラン・マルヴェイ（柳田淳一）
- スタンリー大佐 - ティモシー・V・マーフィ（英語版）（早川毅）
- シェイディ - ヨハン・アーブ（関口雄吾）
- オルテガ - アンジー・パック（松岡明日香）
- ヴァイラル - ラルフ・モーラー
- マイク・リギンズ - アレクサンダー・ケイン（西野純一郎）
- 宇宙船・音声 - （五十嵐夕夏）

## 作品の評価
Rotten Tomatoesによれば、15件の評論のうち高評価は20%にあたる3件で、平均点は10点満点中3.2点となっている。